# 우키시마호 침몰 사건
우키시마호 침몰 사건(浮島丸號沈沒事件, 일본어: 浮島丸事件) 또는 우키시마호 폭침 사건은 1945년 8월 24일 한국인 피징용자를 태운 일본 해군 수송선 우키시마마루(浮島丸)호가 원인 모르는 폭발사고로 침몰한 사건이다.

## 상세

### 배경
일제강점기 당시 많은 수의 조선인들이 강제징용을 당해서 일본 본토, 사할린, 남양군도, 쿠릴열도로 끌려가서 탄광, 광산 군수공장, 토목공사 등 중노동에 투입되었다. 특히 태평양 전쟁 막바지에는 강제동원으로 인하여 조선인 노동자들이 일본으로 강제적으로 보내져서 강제노역을 하였다.

### 조선인 노동자 송환
제2차 세계 대전의 마지막 전선이였던 태평양 전쟁에서 일본 제국은 항복의 의사를 굽히지 않았고, 나가사키시와 히로시마시에 히로시마·나가사키 원자폭탄 투하를 겪고 나서야 항복을 하게 되었다. 결국 일본 제국이 1945년 8월 14일에 항복 의사를 연합국에 통보하고, 8월 15일 낮 12시에 쇼와 천황이 연합국이 내민 포츠담 선언의 수용하면서 전쟁은 끝이 나게 된다.
그러나 일본 제국은 전쟁 당시 강제징용 및 강제동원 하여 일본 본토에 끌고온 조선인 노동자들의 귀국 문제에 대해서 별다른 조치를 취하지 않았다. 오히려 이러한 증거를 없애고자 조선인 노동자들을 집단학살하는 만행을 저질렸다.
그 당시 대략 200만명 정도의 재일 조선인들은 고국 조선으로 돌아가길 희망했다. 일본 본토에서 조선 반도로 가기 위해서는 선박을 타서 귀환해야 했으며, 귀환 항구는 규슈[九州]의 하카타[博多], 모지[門司], 사세보[佐世保], 야마구치[山口]현의 센자키[仙崎], 교토[京都]부의 마이즈루[舞鶴], 홋카이도[北海道]의 하코다테[函館] 항구가 전부였다.

### 경로
일본 제국 해군 소속 우키시마호(4,730 톤급, 255 승무원)가 조선인 노동자들을 귀환시키게 된다. 우키시마 호는 아오모리현 오미나토정 오미나토 항구에서 부산으로 출발할 계획이었다. 그러나 항해 도중 경로를 마이즈루 항구로 바꾸게 되었으며, 이는 연합국의 명령에 의한 것이었다.

### 침몰
일본이 포츠담 선언을 수락하는 항복 선언을 한 지 일주일 후인 1945년 8월 22일 밤 10시 우키시마마루호는 한국인 7000여명을 태우고 일본 북동부의 아오모리현 오미나토항을 출항해 부산항으로 향하던 도중 24일 돌연 방향을 틀어 교토부 마이즈루항으로 기항하는 중에 폭발과 함께 침몰했다.
공식적으로는 사고 당시 한국인 3,725명과 일본 해군 승무원 255명이 타고 있었으며 이 중 한국인 524명과 일본 해군 25명 등 549명이 사망하고 수천 명이 실종되었다고 발표되었으나 사망자가 5000명을 넘는다는 자료도 있다.

### 추모
대한민국에서 우키시마 호 침몰 사건의 피해자들을 기리고자 우키시마호폭침한국희생자추모협회를 설립하였다. 대한민국 부산 수미르 공원과 일본 마이즈루시 시모사바가에는 이들을 추모하는 추모비가 설치되었다.

## 원인과 결과
우키시마 호가 침몰하게 된 원인에 대해서는 연합국이 일본 해안에 설치한 기뢰에 충돌하여 침몰하였다는 것과 우키시마 호 스스로 침몰하였다는 것으로 대립되고 있다.

### 원인에 대한 대한민국 정부와 일본 정부의 입장 차이
사건의 원인에 대해서는 일본이 자신들의 전쟁 범죄에 관련된 조선인 강제 노역자들의 증인 제거 인멸 목적을 위해 고의적으로 폭침시켰다는 설과 미국이 깔아놓은 기뢰에 의해 침몰한 우발적인 사고라는 설이 양립하는데 대한민국에서는 전자를, 일본에서는 후자를 서로 주장하고 있다.
한일기본조약에서 우키시마 호 침몰 사건에 대한 별다른 조치가 이뤄지지 않았고, 일본 정부는 한일기본조약 제2조 1항을 근거로 들면서 모든 청구권 문제가 해결되었다는 입장을 견지하고 있다.

### 일본 정부의 자료 제출 거부
대한민국 정부는 우키시마 호 침몰 사건에 대한 정보를 구하고자 일본 정부에게 여러 차례 자료와 정보를 요구하였으나 일본 정부의 대답은 자료 또한 침몰 당시 같이 소실되었다는 것이었다.
그러다가 일본의 한 프리랜서 기자의 요청에 따라 2014년 일본 외무성에 의해 기록되어 보존하고 있었던 우키시마 호의 탑승자가 8천여 명이 넘었다는 공식 문서가 공개 폭로되었다. 2019년 우키시마 호의 출항 전 일본 승조원들이 조선인 때문에 생명을 바칠 수 없다며 위험한 구역 항해는 절대 반대한다는 규탄 시위를 했으며 일본 해군 참모장이 의무를 수행해 깨끗이 목숨을 바치라고 '폭탄적인 선언'을 했다는 내용의 연합군 조사 보고서가 유출되어 공개되었다.
우키시마 호 침몰 사건의 생존자와 생존자의 유족들이 1992년 일본 법원에 국가의 배상청구 소송을 제소했는데 2001년 8월 23일 교토지방재판소에서는 일본 정부의 안전 배려 의무 위반을 이유로 생존자 15명에게 1인당 300만엔(한화 3000만원)의 위로금 지급 판결을 내렸다. 이러한 판결에도 불구하고 일본 정부는 공식 사과 요청을 기각했다. 설상가상으로 이 판결마저 2003년 오사카 고등재판소에서 번복되어 원고에 대한 패소 판결을 내렸다.
그리고 2024년 현재까지도 이 사건에 대한 진상조사나 일본 정부의 제대로 된 사과나 배상은 이뤄지지 않고 있다.

### 2024년 일본 후생노동성의 자료 일부 제공
2024년 9월 5~6일 기시다 후미오 총리의 마지막 한일정상회담에 앞서 일본 일본 후생노동성은 주일본 대한민국 대사관에 관련 문서 75건 중 19건을 우선적으로 송부하였다.

## 작품
- 영화 《아시안 블루(Asian Blue)》( 히로미치 호리카와 감독, 1995년작)
- 영화 《살아있는 령혼들(Souls Protest)》https://www.youtube.com/watch?v=ksV31J5m23U ( 김춘송 감독, 2003년 전주국제영화제 특별상영작)
- 다큐멘터리 《기억, 마주서다》https://www.youtube.com/watch?v=Mosri48F8UQ 3회 ( KBS)
- 다큐멘터리 《일요스페셜 우키시마호는 부산을 향하지 않았다》https://www.youtube.com/watch?v=hcG6XN_p8T0&t=52s 3회 ( KBS)
- 다큐멘터리 영화 《우키시마호》 (김진홍 감독, 2019년 작)
- 시사교양 《꼬리에 꼬리를 무는 그날 이야기 - 부산행 우키시마호 침몰 미스터리》( SBS, 2024년 1월 25일)

## 같이 보기
- 일본의 전쟁 범죄
- 일제강점기
- 징용
- 해양 사고